# Оборотов, Юрий Николаевич
Ю́рий Никола́евич Оборо́тов  (укр. Юрій Миколайович Оборотов; 14 сентября 1946 — 31 декабря 2020) — советский и украинский юрист, доктор юридических наук (2003), профессор, член-корреспондент Национальной академии правовых наук Украины (2010), специалист в области теории государства и права, философии права.

## Биография
Родился 14 сентября 1946 в с. Лавы (Елецкий район Липецкой области). Учился в Елецком техникуме железнодорожного транспорта, работал на железной дороге. После завершения службы в Советской армии в 1968 г. поступил на юридический факультет Одесского государственного университета, который с отличием окончил в 1973 г. по специальности «правоведение».
Кандидатскую диссертацию «Основные вопросы теории правовой активности личности социалистического общества» защитил в Киеве в 1979 г.
Ю. Н. Оборотов является воспитанником Одесской юридической школы. Его сфера научных интересов охватывает общую теорию права и государства, философию права; основное научное направление: традиции и новации в правовом развитии. Опубликовал около 100 научных работ, в том числе монографии «Традиции и новации в правовом развитии» (2001), «Традиции и обновление в правовой сфере: вопросы теории (от познания к постижению права)» (2002); статьи: «Философия права и методология юриспруденции» (Проблемы философии права, 2003), «Церковное право в отечественной правовой традиции» (Научные труды ОНЮА, 2003), «Постмодерн: иное понимание и определение права» (Юридический вестник, 2003).
Постоянный интерес Ю. Н. Оборотова к новациям обусловил его обращение к проблемам политологии — в то время нового научного направления и дисциплины, которая благодаря ему была введена в учебный процесс Одесской высшей партийной школы. Именно он и основал первый курс по политологии и возглавил первую кафедру политологии и права.
Нельзя оставить без внимания и то обстоятельство, что, занимая должность доцента кафедры социальных теорий и компаративистики юридического факультета ОГУ им. И. И. Мечникова, Ю. Н. Оборотов разработал новый курс по философии права, что также является первым прецедентом в истории юридической науки Одесской школы права.
В 2003 г. Ю. Н. Оборотов защитил докторскую диссертацию «Традиции и новации в правовом развитии: общетеоретические аспекты».
С 1998 г. возглавлял кафедру теории государства и права Национального университета «Одесская юридическая академия», являлся членом учёного совета университета, председателем специализированного учёного совета по защите кандидатских и докторских диссертаций Д 41.086.04 (для специальностей 12.00.04; 12.00.11; 12.00.12), член редакционных коллегий сборников «Актуальные проблемы государства и права» и «Научные труды ОНЮА». С 2005 по 2010 г. работал на должности проректора университета по научной работе.
Под научным руководством профессора Ю. Н. Оборотова было защищено более 20 кандидатских и 6 докторских диссертаций.
Увлекался написанием эпиграмм, шахматами.

## Основные труды
- Оборотов Ю. Н. Традиции и новации в правовом развитии. — О.: Юрид. л-ра, 2001. — 156 с
- Оборотов Ю. Н. Традиции и обновление в правовой сфере: вопросы теории (от познания к постижению права). — О.: Юрид. л-ра, 2002. — 280 с.
- Оборотов Ю. Н. Теория государства и права (прагматический курс). Экзаменационный справочник. — О.: Юрид. л-ра, 2004. — 184 с.
- Оборотов Ю. Н. Ориентиры апологизации современного права / Юридическая техника: Ежегодник. — 2011. — № 5: Вторые Бабаевские чтения «Преемственность в праве: доктрина, российская и зарубежная практика, техника». — С. 35—40.
- Оборотов Ю. Праворозуміння як аксіоматичне начало (постулат) права / Ю. Оборотов // Право України — 2010. — № 4. — С. 49—55.
- Лекция: https://www.youtube.com/watch?v=ZDbHlVMZKk4